# Suroyo TV
Suroyo TV (Syrisch: ܤܘܪܝܐ ܬܘܝ) is een Syrisch/Aramees satellietkanaal. Suroyo TV zendt uit vanuit haar studio's in Södertälje in Zweden.
Suroyo TV is in oktober 2004 opgericht door Babylon Mediaföreningen. Het vertegenwoordigt de Suryoyo-gemeenschap en haar culturele erfgoed, geschiedenis en taal. Suroyo TV wordt uitgezonden in vijf verschillende talen: Syrisch, Arabisch, Engels, Zweeds en Turks.
Suroyo TV wordt 24 uur per dag (5 uur productie dat viermaal wordt herhaald over 24 uur) uitgezonden. Het is te ontvangen via twee satellieten voor haar kijkers in meer dan 85 landen (Azië, Europa en Amerika).